# Liste der Geotope im Landkreis Mittelsachsen
Diese Liste enthält die Geotope im Landkreis Mittelsachsen.

| Name                                                                              | Bild           | Geotop ID | Gemeinde / Lage | Beschreibung | Schutzstatus |
| --------------------------------------------------------------------------------- | -------------- | --------- | --- | --- | ------------ |
| Schlossbrunnen Augustusburg                                                       |                | 963       | Augustusburg Im Brunnenhaus des Schlosshofes | Mittelerzgebirge, Erzgebirge Geohistorisches Objekt, Brunnenschacht 300 m tiefer Brunnenschacht (bis zum lokalen Grundwasserspiegel) im Quarzporphyr | unbekannt    |
| Steinbruch Augustusburg                                                           |                | 964       | Augustusburg Am Südwesthang des Schlossberges | Mittelerzgebirge, Erzgebirge Aufschluss, Steinbruch | unbekannt    |
| Kunnersteiner Verwerfung                                                          |                | 98        | Augustusburg 1 km südwestlich des Ortes am östlichen Zschopauhang im Waldgebiet zwischen Erdmannsdorf Pfarrwald und Tiefer Graben, 1 km südwestlich Augustusburg    | Mittelerzgebirge, Erzgebirge Aufschluss, Felsrippen, Aufwölbungen im Gelände. Gangspaltenabschnitt (Verwerfung) zwischen Muskowitgneis und glimmerigem Phyllit, Ausfüllung mit Porphyr- und Quarzbrekzie sowie Quarz-Flußspat-Gangmasse; verstreute Ganggesteinsblöcke; im 18. Jahrhundert fand geringer Eisenerzbergbau statt                                                                 | FND          |
| Liegende Falte bei Erdmannsdorf                                                   |                | 96        | Augustusburg, Erdmannsdorf 500 m südöstlich Erdmannsdorf im Pfarrholz                                                                                               | Mittelerzgebirge, Erzgebirge Aufschluss, aufgelassener Phyllit-Steinbruch Liegende Isoklinalfalte mit ca. 1,0 m Radius; Hornblendeschiefer in größeren Linsen in glimmerigen Phyllit eingelagert, wittern durch Verwitterungsresistenz vielfach im Wald als Felsaufragungen heraus | FND          |
| Steinbruch in Naundorf (Granitsteinbruch Räntzsch)                                |                | 413       | Bobritzsch-Hilbersdorf, Bobritzsch Ca. 500 m südwestlich vom südöstlichen Ortsausgang Naundorf, nördlich der Claußnitzer Mühle                                      | Osterzgebirge, Erzgebirge Aufschluss, Steinbruch Fein-mittelkristalliner Normalgranit |              |
| Granitbruch Buchberg (Steinbruch Ludwig Clausnitzer)                              |                | 1185      | Bobritzsch-Hilbersdorf, Naundorf b. Freiberg Südlich Naundorf, am nordöstlichen Hang des Buchberges, 800 m vom nördlichen Ortsausgang Niederbobritzsch              | Osterzgebirge, Erzgebirge Aufschluss, Steinbruch Der Granit ist im allgemeinen mittelkörnig bis grobkörnig, und wird manchmal porphyrisch durch eingesprenkelte, bis 3 cm große, schwach rötliche Feldspäte; in diesem Bruch wurde ein Schriftgranit gefunden | unbekannt    |
| Granitbruch Niederbobritzsch (Steinbruch Schmieder, Steinbruch Höfer)             |                | 1183      | Bobritzsch-Hilbersdorf, Niederbobritzsch Zwischen Naundorf und Niederbobritzsch, am Westhang des Bobritzschtales und am nördlichen Ortsausgang von Niederbobritzsch | Osterzgebirge, Erzgebirge Aufschluss, Steinbruch Seit alters her galt der Bruch als Molybdänglanzfundstelle; der Granit ist im allgemeinen mittelkörnig bis grobkörnig und wird manchmal porphyrisch durch eingesprenkelte, bis 3 cm große, schwach rötliche Feldspäte | unbekannt    |
| Cordieritgneis im Chemnitztal bei Burgstädt                                       |                | 405       | Burgstädt Direkt an der Talstraße am nördlichen Orsteingang Schweitzerthal                                                                                          | Mulde-Lößhügelland, Granulitgebirge Aufschluss Cordieritgneise in massigen Felsblöcken |              |
| Strudellöcher im Cordieritgneis                                                   |                | 404       | Burgstädt Im Flussbett der Chemnitz östlich von Schweizerthal über eine Strecke von mehreren 100 m verteilt                                                         | Mulde-Lößhügelland, Granulitgebirge Relief / Landschaft, Erosionsblöcke Inhomogene schiefrige bis massige Gesteine; hellgrau- bis dunkelblaugraue Farbe; hohe Verwitterungsbeständigkeit; im Flußbett der Chemnitz große reliktische Blöcke (mehrere Kubikmeter), durch fließendes Wasser stark kantengerundet und ausgekolkt                                                                  | LSG          |
| Steinbruch bei Mohsdorf (Granulitsteinbrüche Diethensdorf)                        |                | 982       | Claußnitz, Claußnitz b. Chemnitz Am rechten Hang des Chemnitztales zwischen Diethensdorf und Mohsdorf; 700 m westlich Diethensdorf                                  | Mulde-Lößhügelland, Granulitgebirge Aufschluss, Steinbruch Aktiver Steinbruch, helle und dunkle Granulite, Pyroxengranulite | unbekannt    |
| Steinbrüche Markersdorf                                                           |                | 983       | Claußnitz, Markersdorf (Claußnitz) Am rechten Chemnitztalhang südwestlich Markersdorf, zwischen Taura und Markersdorf                                               | Mulde-Lößhügelland, Granulitgebirge Aufschluss, Steinbruch | unbekannt    |
| Steinbruch an der Geyersbergstraße                                                |                | 391       | Döbeln Geyersbergstraße | Mulde-Lößhügelland, Nordwestsächsische Scholle Aufschluss, aufgelassener Steinbruch | ND           |
| Ehemaliger Steinbruch östlich Kleinlimmritz                                       |                | 788       | Döbeln, Limmritz Unmittelbar südlich Limmritz an der Bahn | Mulde-Lößhügelland, Nordwestsächsische Scholle Aufschluss, Steinbruch |              |
| Bahneinschnitt Limmritz                                                           |                | 980       | Döbeln, Limmritz Am Bornberg südlich Limmritz | Mulde-Lößhügelland, Granulitgebirge Aufschluss, Bahneinschnitt Profil durch den nordöstlichen Schiefermantel des Granulitgebirges | unbekannt    |
| Eklogit-Felsgruppe                                                                |                | 95        | Eppendorf Großwaltersdorf, südöstlich Eppendorf; Bergkuppe; Südostecke des Gemeindebezirks                                                                          | Osterzgebirge, Erzgebirge Aufschluss, aufgelassener Eklogit-Steinbruch Eklogit umgeben von Granatglimmerfelsen, gehört zum flächenmäßig größten Eklogitvorkommen im Erzgebirge | FND          |
| Alter Steinbruch Erlau (Erlauer Steinberg)                                        |                | 431       | Erlau Steinberg 400 m nördlich Erlau. Vom Ort über Feldweg gut erreichbar, an Kirche vorbei nach Norden, Flurstück-Nr. 357                                          | Mulde-Lößhügelland, Granulitgebirge Aufschluss, aufgelassener Steinbruch An Ostwand im Steinbruch ist ein gut massiger, dunkelgrauer Pyroxengranulit aufgeschlossen; er enthält hochmetamorphen Orthopyroxen (Hypersthen) | FND          |
| Mühlbacher Silurberg                                                              |                | 409       | Frankenberg/Sa. Im oberen Teil von Obermühlbach, nördlich der Dorfstraße                                                                                            | Osterzgebirge, Mittelsächsische Senke Aufschluss, Weganschnitt Profil entlang eines Weganschnittes; Schichtenfolge vom obersten Ordovizium bis Unterdevon; stratigraphisch wichtige Fossilfunde; zwischen den einzelnen Wechsellagerungen Störungszonen | ND           |
| Unterkarbonkonglomerat bei Ortelsdorf                                             |                | 744       | Frankenberg/Sa. 600 m nordöstlich Lichtenwalde, unmittelbar an Zufahrtsweg nach Oertelsdorf                                                                         | Erzgebirgsbecken, Mittelsächsische Senke Aufschluss, Weganschnitt Straßenböschung, Profil beginnend im Norden der Ortschaft mit groben Konglomeraten, darunter unterschiedlich gekörnte Sandsteine, mit dünnen Kohle- und Brandschieferlagen; Kohle ist reich an Pflanzenhäckseln und -stengeln                                                                                                | unbekannt    |
| Alte Steinbrüche am Wachtelberg                                                   |                | 196       | Frankenberg/Sa., Langenstriegis 1,2 km westlich Langenstriegis | Osterzgebirge, Mittelsächsische Senke Aufschluss, mehrere aufgelassener Steinbrüche Alte Schiefergruben, militärisches Übungsgelände, Festsetzung geplant | ND           |
| Ehemaliger Steinbruch Obermühlbach                                                |                | 410       | Frankenberg/Sa., Mühlbach b. Flöha Etwa 300 m südöstlich des ehemaligen Gasthofes Obermühlbach                                                                      | Osterzgebirge, Mittelsächsische Senke Aufschluss, aufgelassener Steinbruch Inmitten altpaläozoischer Schiefer des Frankenberger Zwischenmassives; Steinbruch mit ca. 1 km Durchmesser; 3 Varietäten: 1. "einsprenglingsarmer Rhyolith" in horizontal liegenden Säulen, 2. "Bandporphyr" mit dünnplattiger Teilbarkeit, 3. einsprenglingsreicher Rhyolit                                        | ND           |
| Krumbacher Fähre                                                                  |                | 736       | Frankenberg/Sa., Sachsenburg 500 m nordöstlich Krumbach, am Westufer der Zschopau                                                                                   | Mulde-Lößhügelland, Granulitgebirge Aufschluss Deformierter Randgranulit in Wechselfolge mit diversen metamorphen Schiefern | ND           |
| Steinbruch am Turmberg                                                            |                | 101       | Frauenstein, Burkersdorf/Erzgeb. 2 km westlich Kleinbobritzsch, 2 km nordwestlich Frauenstein                                                                       | Osterzgebirge, Erzgebirge Aufschluss, aufgelassener Steinbruch Quarzporphyr-Explosionsbrekzie; in nordost-südwest-gerichtetem Spaltensystem gangartige rhyolithische Gesteine; als Bobritzscher Gangzug 25 km lang; im ehemaligen Steinbruch Turmberg ist ein 200 m mächtiger Rhyolith-Quarzporphyr-Gang angeschnitten; horizontale Säulen                                                     | ND           |
| Wäldchen am Beerhübel bei Burkersdorf                                             |                | 94        | Frauenstein, Burkersdorf/Erzgeb. 1,5 km westlich Burkersdorf; Beerhübel, Waldstück in der Abzäunung der Bodenverwertungsgesellschaft                                | Osterzgebirge, Erzgebirge Aufschluss, Quarzitklippe Quarzitfalte mit evt. sedimentäre Strukturen, ursprüngliches Sedimentgestein | FND          |
| Granitporphyr Burgruine Frauenstein (Felsen am Schloss Frauenstein)               |                | 938       | Frauenstein Unter dem Fundament der nördlichen Burgmauer in Frauenstein                                                                                             | Osterzgebirge, Erzgebirge Aufschluss, Felsen Granitporphyr, grobkristallin, rotbraun, Feldspäte bis über 3 cm groß, idiomorph,(zum Teil Karlsbader Zwillinge) Gangintrusion während des Permokarbons im Zuge der Berggießhübeler Gangschwärme; im Gelände deutlich als Rippe herausgewittert                                                                                                   | LSG          |
| Quarzit "Weisser Stein"                                                           |                | 103       | Frauenstein 1 km westlich Frauenstein im Wald, 100 m südlich der Straße Frauenstein-Freiberg                                                                        | Osterzgebirge, Erzgebirge Aufschluss, Felsrücken Größere Klippe aus massigen, bankigen Quarzit (grauweiß); linsenförmiger Quarzitkomplex im Freiberger Gneis, von Frauenstein (Buttertöpfe) bis Umgebung von Freiberg; Entstehung nicht eindeutig geklärt | ND           |
| Buttertöpfe                                                                       |                | 102       | Frauenstein 500 m westlich Frauenstein, 50 m südlich der Straße Frauenstein-Freiberg                                                                                | Osterzgebirge, Erzgebirge Aufschluss, Felsen Mehrzackiger Quarzit-Felsen mit quaderförmigen Blöcken; streicht linsenförmig (im Gneis) von Frauenstein bis Richtung Freiberg; abgebaut in mehreren Steinbrüchen; Entstehung bis heute ungeklärt; Gewinnung von Schottern und später Ferrosilicium                                                                                               | ND           |
| Familienschacht Freiberg                                                          |                |           | Frauenstein | Hier wurden über 800 Jahre lang hydrothermale Erzlagerstätten abgebaut und zuerst Silber, später Blei, Zink und Arsen gewonnen; der Schachtkopf des Familienschachtes wurde bei Bauarbeiten auf dem Untermarkt 2018 entdeckt und ist nicht zugänglich | ND           |
| Mooreiche am Brennstoffinstitut                                                   |                | 962       | Freiberg An der Halsbrücker Straße in Freiberg, kurz vor der Ortsausfahrt in Richtung Halsbrücke                                                                    | Osterzgebirge, Erzgebirge Geohistorisches Objekt, Naturkundiches Schauobjekt Ca. 10 m langer liegender Baumstamm, schwarz, Wurzelansatz ca. 1,3 m im Durchmesser, Stammdurchmesser ca. 80 cm | unbekannt    |
| Freilichtobjekte am Humboldt-Bau Freiberg                                         |                | 961       | Freiberg Vor und hinter dem Geologischen Institut der TU Bergakademie, Bernhard-von-Cotta-Str. 2 (Humboldt-Bau)                                                     | Osterzgebirge, Erzgebirge Geohistorisches Objekt, Naturkundliche Schauobjekte Findlingsgruppe, Säulensandstein, Bändereisenerz-Geschiebe vor dem Haus, Mammutbaum-Xylit hinter dem Haus, jeweils mit Beschriftungstafeln | unbekannt    |
| Himmelfahrt Fundgrube ("Reiche Zeche", "Alte Elisabeth", "Abrahamschacht")        | weitere Bilder | 951       | Freiberg Fuchsmühlenweg 9 | Osterzgebirge, Erzgebirge Geohistorisches Objekt | unbekannt    |
| Steinbruch Münzbachtal                                                            |                | 93        | Freiberg Im Münzbachtal nordwestlich von Freiberg | Osterzgebirge, Erzgebirge Aufschluss, aufgelassener Steinbruch Aufschluß der "Inneren Freiberger Gneise" (höhere Metamorphose als andere Gneise); homogene, grob- bis mittelkörnige, schuppige Biotitgneise; durch Glimmerregelung Spaltbarkeit gut; an Nordost-Wand Rhyolithgang | FND          |
| Alter Steinbruch an der Arrasmühle                                                |                | 432       | Geringswalde An der Arrasmühle, 1 km südwestlich Arras, über geschotterten Feldweg von Milkau zu erreichen                                                          | Mulde-Lößhügelland, Granulitgebirge Aufschluss, aufgelassener Steinbruch Typischer Weißstein, sehr schlecht aufgeschlossen, Steinbruchwände sind stark zugewachsen und nur schwer zugänglich |              |
| Ehemaliger Steinbruch im Auenbachtal                                              |                | 433       | Geringswalde 1,2 km westlich Geringswalde, unmittelbar an asphaltierter Straße                                                                                      | Mulde-Lößhügelland, Granulitgebirge Aufschluss, aufgelassener Steinbruch Intrusion in den Grenzbereich zwischen Granulit und Schieferhülle, tektonisch stark deformiert (Deformationsgrad wechselt innerhalb weniger Meter zwischen stark gneisigen Varietäten bis zu reliktisch-granitischen Gefügen); Kristallisationsschieferung                                                            |              |
| Metafelsite Großschirma                                                           |                | 412       | Großschirma Muldental, Waldhang. 1 km nordwestlich Rothenfurt, 800 m nördlich vom östlichen Ortsausgang Großschirma                                                 | Osterzgebirge, Erzgebirge Aufschluss Gneise; dichtes, körniges und festes Gestein |              |
| Konglomerat an der Heumühle                                                       |                | 977       | Großschirma, Mobendorf Nördlich der Heumühle, 100 m nördlich der Fahrstraßen-Brücke; 1,3 km südlich Goßberg                                                         | Mulde-Lößhügelland, Mittelsächsische Senke Aufschluss, Weganschnitt am Felsen Block-Konglomerat mit bis 50 cm großen gerundeten Blöcken aus Diabas, Quarzit, Gneis, Kalkstein | unbekannt    |
| Steinbruch Großweitzschen                                                         | weitere Bilder | 64        | Großweitzschen Rund 1 km westsüdwestlich von Großweitzschen | Mulde-Lößhügelland, Nordwestsächsische Scholle Aufschluss, aufgelassener Steinbruch | FND          |
| Muldebogen an der Fuchsmühle                                                      |                | 966       | Halsbrücke, Conradsdorf Muldebogen zwischen Conradsdorf und Fuchsmühle                                                                                              | Osterzgebirge, Erzgebirge Relief / Landschaft, Mittelgebirgs-Flusstal Talform und Sedimente eines Mittelgebirgsflusslaufs, steiler Prallhang, flacherer Innenbogen; grobkiesig-blockkiesige flache Flussrinne, darauf mit plötzlichem Korngrößenwechsel schluffig-sandige Mudde der Aue | unbekannt    |
| Felsen am Muldeprallhang                                                          |                | 968       | Halsbrücke Am Prallhang nördlich Halsbrücke, nördlich des Umlaufberges                                                                                              | Osterzgebirge, Erzgebirge Aufschluss, Felsen | unbekannt    |
| Umlaufberg bei Halsbrücke                                                         |                | 967       | Halsbrücke Umlaufberg der Mulde nordwestlich Halsbrücke (am Lehngut Hals)                                                                                           | Osterzgebirge, Erzgebirge Relief / Landschaft, Umlaufberg Umlaufberg der Mulde mit Lichtloch des Rothschönberger Stollns; besteht an seiner Spitze aus grobstückigem Haldenmaterial |              |
| Isaak-Spat im Muldental                                                           |                | 415       | Halsbrücke Muldental zwischen Halsbrücke und Rothenfurth; Muldental (nord-?)westlich Halsbrücke                                                                     | Osterzgebirge, Erzgebirge Geohistorisches Objekt Gang ca. 20^- 50 cm mächtig, steil einfallend, durchschlägt das s-Gefüge der Gneise diskordant, verjüngt nach oben und verschmiert zu Fe-Mulm |              |
| Achatvorkommen bei Halsbach                                                       |                | 414       | Halsbrücke Rechter Hang der Freiberger Mulde, gegenüber Halde des ehemaligen Ludwigschachtes, zwischen Tuttendorf und Halsbach                                      | Osterzgebirge, Erzgebirge Aufschluss, Mineralisation Hydrothermaler Gang innerhalb der fba-Formation des Freiberger Gangreviers; auf den eingebrochenen Halden oberhalb wird zeitweise noch nach Vorkommen gesucht; an den benachbarten Teichen sollen bei niedrigem Wasserstand noch Funde möglich sein                                                                                       | ND           |
| Forsthausbruch Niederschöna                                                       |                | 99        | Halsbrücke, Niederschöna | Osterzgebirge, Erzgebirge Aufschluss, aufgelassener Steinbruch Auflässige Steinbrüche mit fluviatiilen Sandsteinen und sandigen Tonsteinen (mit Paläoböden); Typuslokalität der Niederschönaer Schichten, überlagert von marinen Sandsteinen der Oberhäslicher Schichten; vorzüglicher Bildhauersandstein                                                                                      | FND          |
| Alter und Tiefer Fürstenstolln                                                    | weitere Bilder | 1001      | Halsbrücke, Tuttendorf Am Muldentalweg zur Fuchsmühle, 300 m östlich der Straßenbrücke nach Conradsdorf unterhalb der Neubausiedlung                                | Osterzgebirge, Erzgebirge Geohistorisches Objekt, Stollnmundloch Entwässerungsstolln aus dem 17. Jahrhundert | unbekannt    |
| Zschopau-Steilhang bei Diedenhain                                                 |                | 389       | Hartha, Diedenhain Lage unklar, wahrscheinlich östlich oder südöstlich von Diedenhain                                                                               | Mulde-Lößhügelland, Nordwestsächsische Scholle Relief / Landschaft, Steilhang über Fluß | FND          |
| Steinbruch Gersdorf                                                               |                | 69        | Hartha, Gersdorf b.Leisnig An der Straße nach "Drei Lilien", nördlich von Gersdorf                                                                                  | Mulde-Lößhügelland, Nordwestsächsische Scholle Aufschluss, aufgelassener Steinbruch | FND          |
| Bahneinschnitt unterhalb Saalbach                                                 |                | 981       | Hartha, Saalbach Südlich des Ortes | Mulde-Lößhügelland, Granulitgebirge Aufschluss, Felsböschung im Bahneinschnitt Nördlicher Rand-Granulit mit gefalteter Foliation und subhorizontalen extensiven Scherzonen | unbekannt    |
| Steinbruch am Wolfsberg                                                           |                | 66        | Hartha, Wendishain Am Wolfsberg ca. 1,5 km südwestlich Wendishain                                                                                                   | Mulde-Lößhügelland, Nordwestsächsische Scholle Aufschluss, aufgelassener Steinbruch | FND          |
| Muldensteilhang "May´s Lust"                                                      |                | 393       | Hartha, Wendishain Gegenüber Klosterbuch | Mulde-Lößhügelland, Nordwestsächsische Scholle Relief / Landschaft, Steilhang | NSG          |
| Verkieselter Baumstamm am Töpferloch                                              |                | 392       | Hartha, Wendishain Rund 2 km südwestlich von Wendishain | Mulde-Lößhügelland, Nordwestsächsische Scholle Aufschluss, verkieselter Baumstamm | ND           |
| Staupenbachtal                                                                    |                | 462       | Hartha, Wendishain 1 km nördlich Nauhain | Mulde-Lößhügelland, Nordwestsächsische Scholle Aufschluss | NSG          |
| Zschochauer Steinbruch                                                            |                | 394       | Jahnatal, Zschochau Ostrau Ortsteil Zschochau, ca. 1 km südwestlich vom Ort                                                                                         | Mittelsächsisches Lößgebiet, Nordwestsächsische Scholle Aufschluss, aufgelassener Steinbruch | FND          |
| Dolomitwand (Ehemaliger Steinbruch Ostrau-Münchhof, Alter Steinbruch am Eichberg) |                | 62        | Jahnatal, Zschochau 1 km westlich von Zschochau | Mittelsächsisches Lößgebiet, Nordwestsächsische Scholle Aufschluss, aufgelassener Steinbruch | FND          |
| Granulit der Burg Kriebstein                                                      | weitere Bilder |           | Jahnatal, Zschochau | Hier sind an der Straßenbrücke und am Wehr der Zschopau große Felswände aus Granulit aufgeschlossen, die dunklen Gemengteile sind vollständig wasserfreie Pyroxene; das Gestein ist teilweise massig mit einem richtungslosen Gefüge, teilweise durch eine parallele Foliation gekennzeichnet; einzelne Gesteinsblöcke werden durch spröd-duktile Deformationszonen oder durch Klüfte getrennt | FND          |
| Rote Porphyrwand der Burg Mildenstein                                             |                |           | Jahnatal, Zschochau | Porphyritische Quarzporphyre; der Porphyr zeigt hier ein etwa horizontal verlaufendes Fließgefüge des einstigen Magmas, das durch die unterschiedlich herausgewitterte Oberfläche gut erkennbar ist | FND          |
| Fossilgrabung Börtewitz                                                           | weitere Bilder | 1202      | Leisnig, Börtewitz 600 m nordöstlich der Ortsmitte Börtewitz, nordöstlich des Kemmlitzbaches auf der östlichen Bachseite, 50 m hinter Brücke                        | Mittelsächsisches Lößgebiet, Nordwestsächsische Scholle Aufschluss, Schurf Wechsellagerung unterschiedlich silifizierter Pyroklastite mit lakustr. Ablagerungen, reiche Fossilführung | unbekannt    |
| Ehemalige Kiesgrube Clennen                                                       |                | 1203      | Leisnig, Clennen Ortsausgang Clennen an der Straße nach Bockelwitz; als Bodensenke zu erkennen                                                                      | Nordwestsächsische Scholle Aufschluss, aufgelassene Kiesgrube Quartäre Schmelzwasser- und Flusskiese mit fossilführenden Rotliegend-Geröllen | unbekannt    |
| Galgenberg                                                                        |                | 61        | Leisnig, Fischendorf (Leisnig) 1,2 km nördlich Leisnig, 600 m östlich der Freiberger Mulde                                                                          | Mulde-Lößhügelland, Nordwestsächsische Scholle Aufschluss, Quarzporphyr-Hang | FND          |
| Bacheinschnitt Klosterbuch                                                        |                | 395       | Leisnig, Klosterbuch Südlich Klosterbuch an der Freiberger Mulde | Mulde-Lößhügelland, Nordwestsächsische Scholle Relief / Landschaft, Steilhang, Bacheinschnitt (?) | NSG          |
| Kirstenmühle                                                                      |                | 816       | Leisnig 400 m nördlich Tautendorf | Mulde-Lößhügelland, Nordwestsächsische Scholle Aufschluss, Talanschnitte | NSG          |
| Eichberg                                                                          |                | 775       | Leisnig, Minkwitz Im Wallbachtal südlich des Eichbergs, 1,8 km westsüdwestlich Klosterbuch                                                                          | Mulde-Lößhügelland, Nordwestsächsische Scholle Aufschluss | NSG          |
| Quarzporphyr Metzdorf                                                             |                | 97        | Leubsdorf Bei der Straßenkehre Neumühle, am Südostrand der linken Talseite der Großen Lößnitz                                                                       | Mittelerzgebirge, Erzgebirge Aufschluss, aufgelassener Steinbruch Ganggestein aus grobkristallinem Quarzporphyr, rötliche bis bräunlichgrüne Grundmasse mit 2–3 cm großen Feldspäten (Plagioklas), Orthoklas letzterer in Karlsbader Zwillingen, Quarzdihexaeder | FND          |
| Ehemaliger Kalkbruch Draisdorf                                                    |                | 209       | Lichtenau, Chemnitz 800 m nördlich von Draisdorf, rechts der B 107 und der Chemnitz                                                                                 | Mulde-Lößhügelland, Granulitgebirge Aufschluss, Steinbruch Kristalliner Kalkstein, vergesellschaftet mit Hornblendeschiefern und extrem deformierten Phylliten im südlichen Randbereich des Granulitgebirges (Schiefermantel) | FND          |
| Mittweidaer Granitwerk                                                            |                | 194       | Mittweida Am Südostufer der Zschopau, 2 km nordwestlich vom Schloß Sachsenburg, südlich von Kockisch direkt an der Zschopaubrücke                                   | Mulde-Lößhügelland, Granulitgebirge Aufschluss, Steinbruch Schiefrig-plattiger Granit, gleichmäßig mittelkörnig; rötliche Ausbildung; enthält häufig größere und kleinere Fragmente des granulitischen Nebengesteins; das Gestein zeigt bank- und pfeilerförmige Absonderung |              |
| Cordieritgneisblöcke von Mittweida (Kuppe Technikumsberg Mittweida)               |                | 193       | Mittweida Annähernd Stadtmitte | Mulde-Lößhügelland, Granulitgebirge Aufschluss, Blockanhäufung | ND           |
| Silbersee bei Mittweida-Weinsdorf                                                 |                | 198       | Mittweida, Rossau 1,5 km südöstlich Weinsdorf, 700 m nordwestlich Seifersbach, an der Verbindungsstraße zwischen beiden Orten                                       | Mulde-Lößhügelland, Granulitgebirge Aufschluss, aufgelassener Steinbruch mit Grundwasser |              |
| Quarzitsteinbruch Oberschöna (Mittelbruch)                                        |                | 100       | Oberschöna Ca. 500 m nordöstlich Opitzmühle am rechten Hang der Striegis                                                                                            | Osterzgebirge, Erzgebirge Aufschluss, aufgelassener Steinbruch Quarzit und Quarzitschiefer im Freiberger Graugneis, Genese umstritten; Stutzer: extremes Endglied eines Pegmatits; Reinisch: sauerstes Glied des aplitischen Gefolges des unteren Graugneises; Huebscher: metamorpher, äußerst quarzreicher Pegmatit                                                                           | ND           |
| Gneisbruch Mondscheinmühle                                                        |                | 745       | Oederan, Breitenau b. Flöha An der Mondscheinmühle, Straßenkehre 1,7 km von Hohenfichte                                                                             | Osterzgebirge, Erzgebirge Aufschluss Fleckenführender dichter Gneis, feinkörnige Zweiglimmer bis Biotitgneise mit reliktischem Sedimentärgefüge (Schrägschichtung, Konglomeratlagen), Ähnlichkeit mit Grauwacken = Metagrauwacken | unbekannt    |
| Alte Kalkbrüche in Memmendorf                                                     |                | 411       | Oederan, Memmendorf Nordöstlich Memmendorf | Osterzgebirge, Erzgebirge Aufschluss, aufgelassene Steinbrüche Ehemals alte Kalkabbaue, Kontakt zu Glimmerschiefern ist aufgeschlossen; große Tagebaulöcher mit Halden, stark überwachsen | ND           |
| Granitfindling Niedersteinbach                                                    |                | 734       | Penig, Langensteinbach Unmittelbar im Zentrum von Niedersteinbach an Hauptstraßenkreuzung                                                                           | Mulde-Lößhügelland, Granulitgebirge Geohistorisches Objekt Großer Granitfindling, wahrscheinlich Växjö-Granit aus Mittelschweden, stammt aus Kiessandgrube der Firma Viehweg in Niedersteinbach; vom Betreiber gestiftet; platziert im Januar 1997 |              |
| Klippen an der Höllmühle                                                          |                | 436       | Penig Gegenüber Gasthof Höllmühle im Bachverlauf | Mulde-Lößhügelland, Granulitgebirge Aufschluss, Bachanschnitt und Felsrippen im Bachlauf Tektonische Position im Dachbereich des Granulitgebirges; eventuell Teil einer größeren Faltenstruktur durch das linsenartige Auftreten in Verbindung mit weiteren Gabbrovorkommen bei Elsdorf | LSG          |
| Steinbruch Bieberstein                                                            |                | 970       | Reinsberg, Bieberstein Am Bahnhof Obergruna/Bieberstein auf der Nordseite der Mulde                                                                                 | Mulde-Lößhügelland, Erzgebirge Aufschluss, Steinbruch Auflässiger Steinbruch mit Biotitgneis; unterste Sohle enthält weitgehend frisches Material, die beiden oberen Sohlen weisen dagegen unterschiedlich starken Zersatz des Gesteins auf; Wände von mehreren, rot abgesetzten Störungszonen durchzogen                                                                                      |              |
| Ehemaliger Steinbruch bei der Papierfabrik                                        |                | 1012      | Reinsberg, Bieberstein Am rechten Muldetalhang gegenüber Bahnhof Bieberstein-Obergruna, nördlich der Papierfabrik und der Bobritzschmündung                         | Mulde-Lößhügelland, Erzgebirge Aufschluss Zugewachsener Gneissteinbruch mit links des Steinbruches sich direkt am Weg fortsetzenden, ca. 30 m hohen Wandabschnitten, hier sehr gut aufgeschlossen | unbekannt    |
| Porzellanfelsen                                                                   |                | 1013      | Reinsberg, Krummenhennersdorf 1000 m nordwestlich der Krummenhennersdorfer Mühle; 1,2 km nördlich Krummenhennersdorf                                                | Mulde-Lößhügelland, Erzgebirge Aufschluss, Felsen und Stollen Abbaustollen in Quarzgang, Gang ist tonnlägig bis ca. 2 m mächtig, sehr rein, hellrosa bis weißgelblich | unbekannt    |
| Grabentour                                                                        |                | 956       | Reinsberg, Krummenhennersdorf Am Fußweg entlang dem Bobritzschtal, 1,2 km nordwestlich Krummenhennersdorf                                                           | Osterzgebirge, Erzgebirge Geohistorisches Objekt, Stollnmundlöcher und Talform Tief eingeschnittenes antezedentes Tal der Bobritzsch in eng meandrierendem Verlauf, zahlreiche Stollenmundlöcher und Lichtlöcher des Rothschönberger Stollens (1844-77), Gneis, alte Hochwassermarken in den Felsen gehauen                                                                                    | unbekannt    |
| Beiers Ruhe                                                                       |                | 1014      | Reinsberg, Krummenhennersdorf Am Fußweg im Bobritzschtal 1,5 km nordwestlich Krummenhennersdorfer Mühle; 1,5 km nördlich Krummenhennersdorf                         | Mulde-Lößhügelland, Erzgebirge Aufschluss, Felsen Biotitgneis, Augengneischarakter, Name "Beiers Ruhe" an Spitze des Felsens auf dem Wanderweg der Grabentour eingeschlagen | unbekannt    |
| Felsen und Steinbruch an der Beiermühle                                           |                | 1011      | Reinsberg, Siebenlehn Am rechten Muldetalhang, 300 m südlich der Autobahnbrücke                                                                                     | Mulde-Lößhügelland, Elbezone Aufschluss Gabbro, richtungslos und tektonisch gestreckt | unbekannt    |
| Mühlsteinbruch                                                                    |                | 730       | Rochlitz Südwestlicher Randbereich auf dem Rochlitzer Berg im Staatsforstrevier Colditz südlich von Noßwitz, 1 km östlich von Carsdorf                              | Mulde-Lößhügelland, Nordwestsächsische Scholle Aufschluss, Steinbruch Rochlitzer Tuff (Kristall-Aschetuff); poröses, hellrotbraunes Gestein; gute Widerstandsfähigkeit gegenüber Witterungseinflüssen und chemischen Einwirkungen; unregelmäßige geschlossene Klüfte, zum Teil mit Quarz, Achat und "Steinmark" (Natrit-Kaolinit-Gemisch)                                                      | LSG          |
| Porphyrbruch Meeresauge                                                           | weitere Bilder | 729       | Rochlitz Südwesthang des Rochlitzer Bergs, 1,2 km nordöstlich Carsdorf; Zuwegung über Weg zum Mühlsteinbruch                                                        | Mulde-Lößhügelland, Nordwestsächsische Scholle Aufschluss, Steinbruch Auflässiger Altbruch im Wald, wassergefüllt, Anstehendes nur an wenigen Stellen im Eingangsbereich zugänglich; Gestein rotbraun, flachlagernd, porös-grobkörnig mit typischen helleren, geflammten Kluftrissen | LSG          |
| Gleisbergbruch Rochlitz (Gleisberg)                                               | weitere Bilder | 437       | Rochlitz Ca. 1,5 km südlich von Noßwitz, auf dem Rochlitzer Berg, im Staatsforstrevier, östlich des Friedrich-August-Turmes                                         | Mulde-Lößhügelland, Nordwestsächsische Scholle Aufschluss, Steinbruch In den fast 100 m tiefen Steinbrüchen am Rochlitzer Berg wird der „Rochlitzer Porphyrtuff“ abgebaut, der ein wichtiger Baustein in der Region ist | LSG          |
| Steinbruch am Rubinberg in Greifendorf                                            |                | 191       | Rossau, Greifendorf Am Rubinberg im nordöstlichen Teil von Greifendorf                                                                                              | Mulde-Lößhügelland, Granulitgebirge Aufschluss, aufgelassener Steinbruch In den Granuliten eingepreßter Peridodit wurde bei Hebung des Granulitmassivs in Serpentinit umgewandelt; die Granate blieben reliktisch erhalten ; "Rubinberg" abgeleitet vom rubinroten Granat | ND           |
| "Alte Hoffnung Erbstolln"                                                         | weitere Bilder | 950       | Rossau, Schönborn-Dreiwerden Feldstraße 15 | Mulde-Lößhügelland, Granulitgebirge Geohistorisches Objekt | unbekannt    |
| Troischaufelsen                                                                   |                | 63        | Roßwein Am Nordwest-Rand von Roßwein, Ortsteil Troischau | Mulde-Lößhügelland, Granulitgebirge Aufschluss, Straßenanschnitt, einzelner Felsen Der Troischaufelsen zeigt anschaulich die Durchbewegung der Gesteine am Rand des Granulitgebirges; Schollen unterschiedlicher Gesteine wurden beim Aufstieg des Granulits aus großer Tiefe mit nach oben gerissen                                                                                           | FND          |
| Gabbrofelsen (Steinbruch Roßwein)                                                 | weitere Bilder | 67        | Roßwein Äußere Wehrstraße | Mulde-Lößhügelland, Granulitgebirge Aufschluss, aufgelassener Steinbruch Innerhalb der Randzone Granulitgebirge/Schiefermantel; Aufpreessung des Granulitmassivs, Intrusion von Peridotiten und Gabbros; starke Deformation und Umwandlung zu Flasergabbros, Amphibolen, Amphibolite und Grünschiefer                                                                                          | FND          |
| Alter Steinbruch bei Groß-Städten                                                 |                | 732       | Seelitz, Seelitz b. Rochlitz 400 m südöstlich Klein-Städten | Mulde-Lößhügelland, Granulitgebirge Aufschluss Granulit massig bis bankig. stark geklüftet, weist über sich kreuzende Kluftsysteme eine Pseudofaltung auf, führt kleine Granate |              |
| Berbersdorfer Granit (Steinbruch nördlich Berbersdorf)                            |                | 978       | Striegistal, Berbersdorf 2 km nördlich Berbersdorf, 200 m östlich der Straße nach Roßwein                                                                           | Mulde-Lößhügelland, Granulitgebirge Aufschluss, aufgelassener Steinbruch | unbekannt    |
| Granitsteinbruch im Striegistal (Granit von Berbersdorf)                          |                | 979       | Striegistal, Böhrigen Am rechten Hang des Striegistales 1 km nordwestlich Berbersdorf                                                                               | Mulde-Lößhügelland, Granulitgebirge Aufschluss, Steinbruch Granit mit Einlagerungen größerer Glimmerschieferlinsen | unbekannt    |
| Quarzitkonglomerat bei Goßberg                                                    |                | 975       | Striegistal, Goßberg Am Fußweg von Goßberg zur Heumühle | Mulde-Lößhügelland, Mittelsächsische Senke Aufschluss, Weganschnitt Quarizt-Kieselschiefer-Konglomerat mit Schichtbänken wechselnder Korngröße (Mittelkies-Grobkies-Bänke, Grobkies-Blockkies-Bänke) | unbekannt    |
| Konglomeratfelsen Lichtenstein                                                    |                | 974       | Striegistal, Goßberg Im Wald nordöstlich des Weilers Lichtenstein; 1 km nordwestlich vom nördlichen Ortsausgang Seifersdorf                                         | Mulde-Lößhügelland, Mittelsächsische Senke Aufschluss, Felsen Den Felsen bilden fast saiger gestellte Schichtflächen des Quarzit-Kieselschiefer-Konglomerates mit Grobkies-Blockkies-Geröllen von sehr guter Rundung; bruchtektonisch zerscherte Gerölle häufig | unbekannt    |
| Grünschiefer des Steinbruchs bei Schlegel                                         |                | 195       | Striegistal, Hainichen An der Autobahnbrücke, 400 m östlich Schlegel                                                                                                | Mulde-Lößhügelland, Granulitgebirge Aufschluss, aufgelassener Steinbruch Gesteine des Frankenberg-Hainichener Zwischengebirges; feinkörnige, stark gebänderte basische Gesteine; aus bas. Magmatiten (Diabase) und deren Tuffen entstanden; Regionalmetamorphose und starke tektonische Bewegung; einfallende Schieferung nach Südost                                                          | ND           |
| Kalkbrüche Kaltofen                                                               | weitere Bilder | 192       | Striegistal 1,4 km östlich Arnsdorf, 300 m südöstlich des Eichberges, 900 m südwestlich Bahnhof Berbersdorf                                                         | Mulde-Lößhügelland, Granulitgebirge Aufschluss, mehrere aufgelassene Steinbrüche | ND           |
| Kalkbrüche Berbersdorf-Kaltofen                                                   |                | 733       | Striegistal 520 m südöstlich Arnsdorf, 400 m südöstlich vom Eichberg                                                                                                | Mulde-Lößhügelland, Mittelsächsische Senke Aufschluss Einlagerung in Muskowitglimmerschiefer und Andalusitglimmerschiefer, untertägiger Kammerpfeilerabbau, Stolleneingänge relativ ungesichert, Handstücke nicht mehr auffindbar, nur noch im Altbergbau zugänglich, zu gefährlich | FND          |
| Prasinit am Berzebach (Klippen südlich Goßberg)                                   |                | 1015      | Striegistal Südlich Goßberg am Berzebach | Mulde-Lößhügelland, Mittelsächsische Senke Aufschluss | unbekannt    |
| Liegende Falte im Serpentinit am Bohrberg                                         |                | 190       | Striegistal, Tiefenbach Am Bohrberg, unmittelbar an der Straße | Mulde-Lößhügelland, Granulitgebirge Aufschluss, Straßenanschnitt Straßenböschung, Falten im Granatserpentinit, besonders gegenüber Häuschen an Bahn fast isoklinal (Faltenschenkel liegen parallel) | ND           |
| Trockenhang Gebersbach                                                            |                | 65        | Waldheim, Gebersbach 1,5 km westlich Budelsdorf, 700 m südöstlich vom Scheibenberg                                                                                  | Mulde-Lößhügelland, Granulitgebirge Relief / Landschaft | FND          |
| Steinbruch von Reinsdorf                                                          |                | 390       | Waldheim, Reinsdorf b. Döbeln Am östlichen Ortsausgang; genaue Lage unklar                                                                                          | Mulde-Lößhügelland, Nordwestsächsische Scholle Aufschluss, Steinbruch | ND           |
| Felsklippe Waldheim                                                               |                | 70        | Waldheim Güterbahnhofstraße | Mulde-Lößhügelland, Granulitgebirge Aufschluss, Kalksilikatklippe Kalksilikatgestein | ND           |
| Kornerupinfelsen Waldheim (Bahneinschnitt)                                        |                | 68        | Waldheim Ladestraße am Güterbahnhof | Mulde-Lößhügelland, Granulitgebirge Aufschluss, künstlicher Geländeanschnitt Fundort des sehr seltenen Borminerals Kornerupin (Entstehung noch nicht abschließend geklärt; wohl durch Eindringen granitischer Schmelzen umgewandelter Granulit) | ND           |
| Felsen am Burgstall                                                               |                | 438       | Wechselburg Am Burgstall. 400 m nordöstlich Wechselburg | Mulde-Lößhügelland, Nordwestsächsische Scholle Aufschluss, Felsen Felswand weist eine undeutliche, grobe Säulenbildung auf; lateral wird der Vitrophyr als Porphyr erkennbar |              |
| Eulenkluft Wechselburg                                                            | weitere Bilder | 731       | Wechselburg An der Mündung des Söllichau-Baches in die Mulde, 500 m nordwestlich Wechselburg                                                                        | Mulde-Lößhügelland, Granulitgebirge Aufschluss, Steilhang / Felsrippe Garbenschiefer, Cordieritschiefer, Andalusitschiefer der Schieferhülle des Granulitgebirges; kontaktmetamorphe Überprägung wahrscheinlich in Zusammenhang mit der Intrusion paläozoischer granitischer Gesteine in die Schieferhülle                                                                                     | FND          |